# Dexia ventralis
Dexia ventralis är en tvåvingeart som beskrevs av Aldrich 1925. Dexia ventralis ingår i släktet Dexia och familjen parasitflugor. Inga underarter finns listade i Catalogue of Life.